# Daniel Schranz

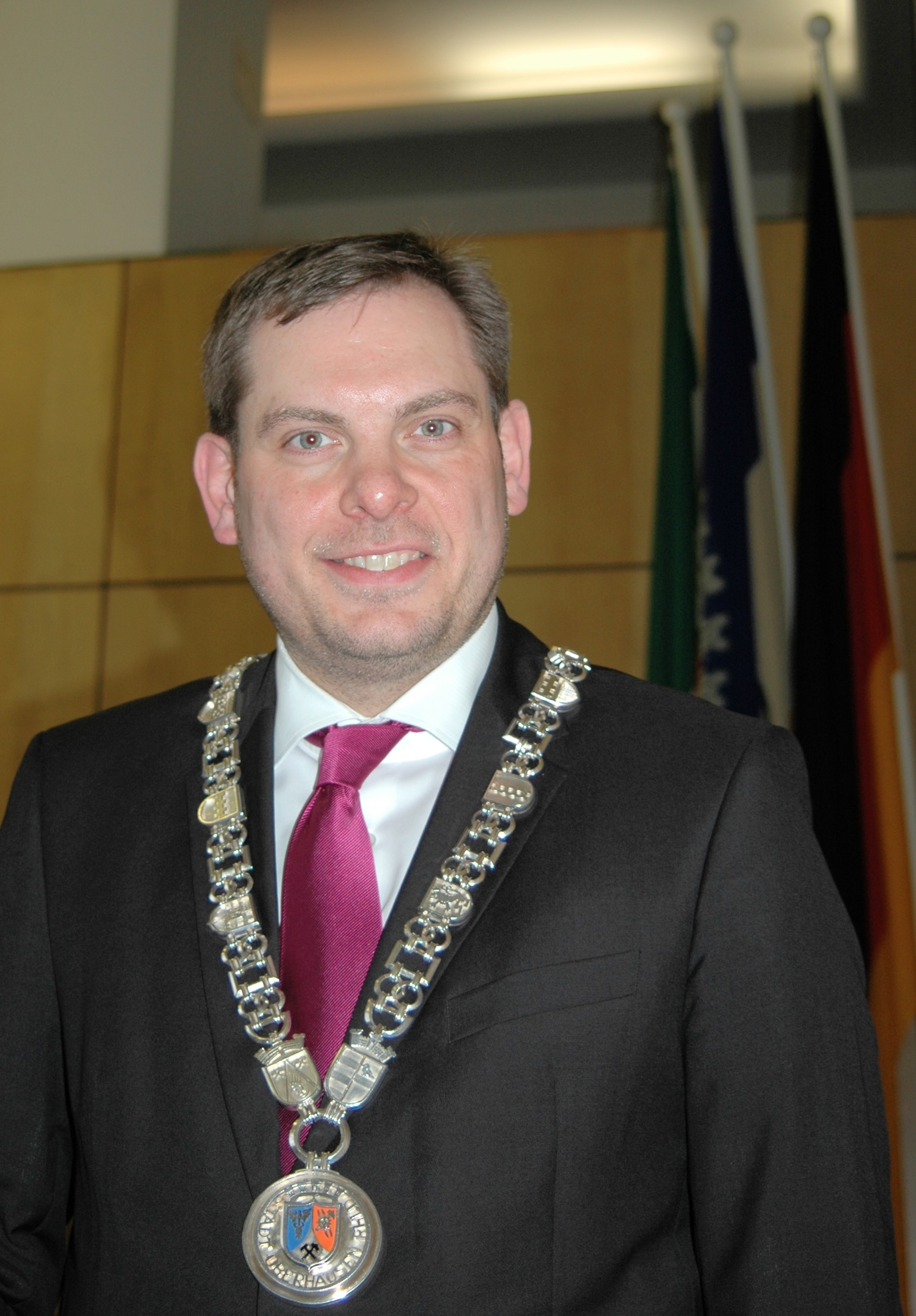
Daniel Schranz mit Amtskette (2016)

Daniel Schranz (* 15. Oktober 1974 in Oberhausen) ist ein deutscher Kommunalpolitiker (CDU) und seit 2015 Oberbürgermeister von Oberhausen.

## Leben
In seinem Geburtsort Oberhausen wuchs Schranz als Sohn eines Steuerberaters im Marienviertel auf. Dort besuchte er zunächst die Marienschule. Dann ging er auf das Heinrich-Heine-Gymnasium. Nach dem Abitur im Jahr 1994 und dem Wehrdienst studierte er Neuere Geschichte, Wirtschaftsgeschichte und Politologie an der Heinrich-Heine-Universität Düsseldorf. Das Studium beendete er im Jahr 2000 als Magister. Seine berufliche Laufbahn begann er als wissenschaftlicher Angestellter am Historischen Seminar der Heinrich-Heine-Universität. Dann arbeitete er als Prokurist eines Einrichtungshauses. Seit März 2009 war er als Landesbeauftragter der Konrad-Adenauer-Stiftung (KAS) für Nordrhein-Westfalen und als Leiter des Landes- und Regionalbüros Rheinland der KAS in Düsseldorf tätig. Von Januar 2011 bis September 2013 leitete er die Kommunalakademie der KAS in Wesseling.
Schranz ist mit einer Innenarchitektin verheiratet und hat drei Kinder, eine Tochter und zwei Söhne. Er wohnt mit seiner Familie in Oberhausen-Osterfeld.

## Politik
Früh trat Schranz in die Junge Union ein. 2001 übernahm er die Funktion des CDU-Fraktionsvorsitzenden im Rat der Stadt Oberhausen. Im Jahr 2004 stand er als Spitzenkandidat der CDU für das Amt des Oberbürgermeisters zur Wahl, damals unterlag er Klaus Wehling (SPD). Von 2004 bis 2009 fungierte er als Geschäftsführer der CDU-Fraktion der Verbandsversammlung des Regionalverbands Ruhr. Am 13. September 2015 wurde er bei einer Wahlbeteiligung von 36,71 % mit 52,52 % der abgegebenen Stimmen im ersten Wahlgang in das Amt des Oberhausener Oberbürgermeisters gewählt, nachdem er im Wahlkampf als seine Ziele die Schaffung neuer Industriegebiete, eine höhere Sicherheit und Sauberkeit im öffentlichen Raum, die Einrichtung eines „Bürgerrates“, ein besseres Management der Stadtverwaltung und die Ansiedlung einer Hochschule versprochen hatte. Er versprach auch, sich für die Verlagerung des Bordellbereichs Flaßhofstraße aus der Innenstadt Oberhausen einzusetzen. Schranz’ Sieg bei der Oberbürgermeisterwahl 2015 rief ein bundesweites Presseecho hervor, weil die mit der CDU konkurrierende SPD Oberhausens erstmals nach fast 60 Jahren nicht mehr den Oberbürgermeister-Posten besetzen konnte.
Bei der Kommunalwahl 2020 wurde er im Amt bestätigt. In einer Stichwahl am 27. September erhielt er 62,1 % der Stimmen, Thorsten Berg, der Gegenkandidat der SPD, 37,9 %.